# Hôtel des Princes (Guémené-sur-Scorff)
Pour les articles homonymes, voir Hôtel des Princes.
L'hôtel des Princes, également connu sous le nom de Maison Limbour, du nom de ses propriétaires au milieu du XXe siècle, est une maison de Guémené-sur-Scorff, dans le Morbihan (France).

## Localisation
La maison est située 14 rue Joseph-Pérès, à l'est du château.

## Histoire
La maison est construite dans le courant du XVIe siècle. La charpente subit une modification au siècle suivant.
À l'origine la maison servait à loger les invités du château. Son existence est attesté depuis 1508. À la fin du XIXe siècle, la maison est aménagée pour accueillir l'auberge À la descente de l'Aigle d'or, puis différents commerces au XXe siècle.
La commune devient propriétaire du bâtiment en 2013 et y aménage une maison de services au public.
Des travaux de restauration, entrepris sur ce monument historique entre 2017 et 2019, lui ont redonné son allure d'antan. Ils ont permis de faire réapparaître un porche en rez-de-chaussée ainsi que le pan de bois en façade qui avait été remplacé par un décor de fausses briques recouvrant le torchis. L'Hôtel des Princes n'était pas la seule maison à porche de Guémené-sur-Scorff. Sa voisine directe au 12 rue Joseph-Pérès possédait aussi un porche soutenu par trois piliers, mais la mise en place progressive du plan d'alignement a entraîné leur disparition au XIXe siècle.
La maison, en totalité, est inscrite au titre des monuments historiques par arrêté du 19 janvier 2016.

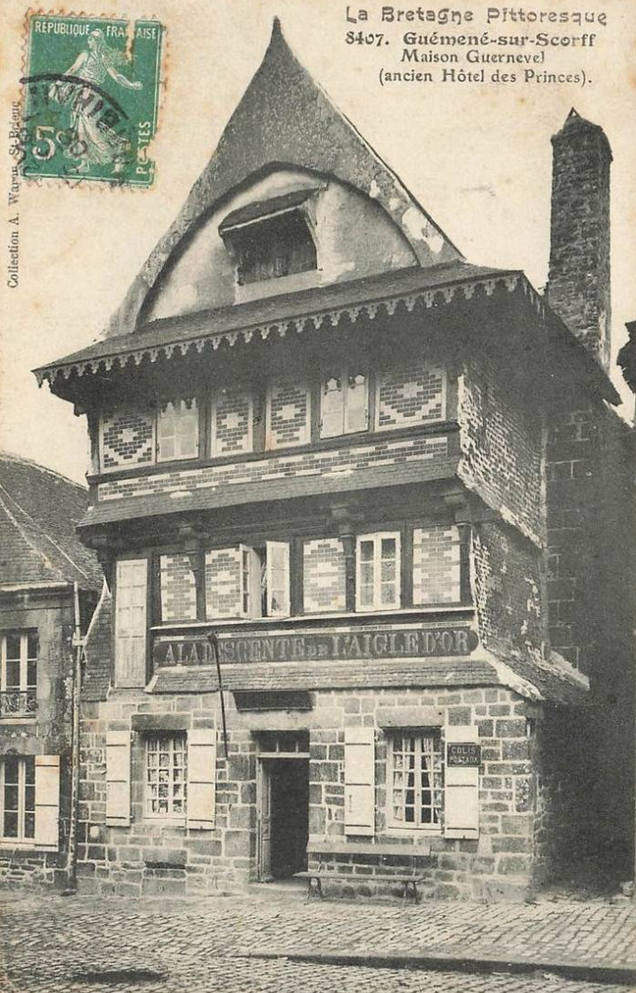
La maison est une auberge ayant pour enseigne À la descente de l'Aigle d'or vers 1900.
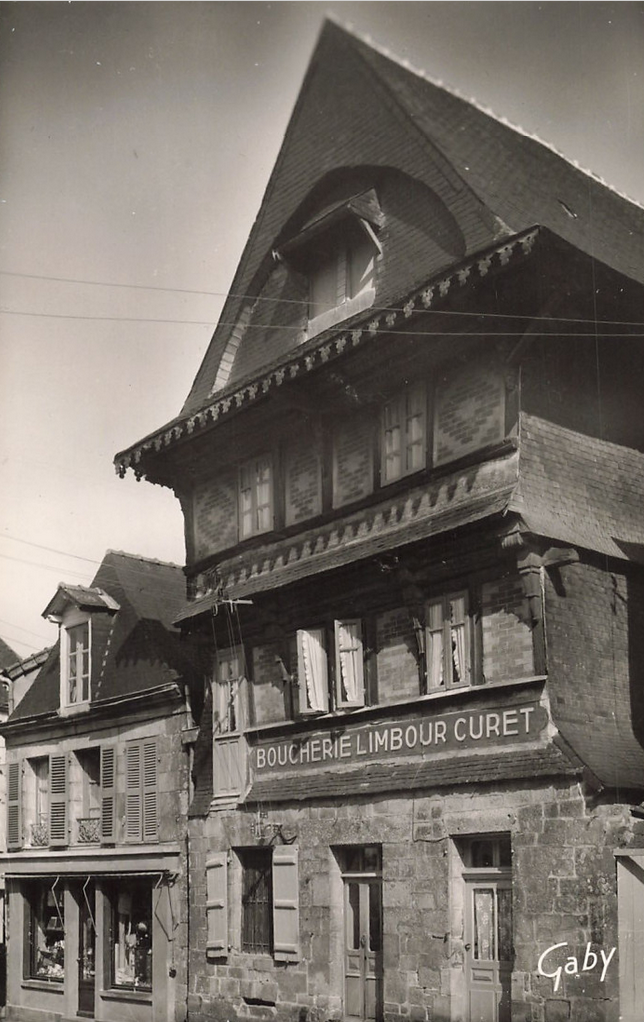
La maison est un commerce  ayant pour enseigne Boucherie Limbour-Curet vers 1950.

## Architecture
L'édifice affecte un plan rectangulaire. Construit sur 4 niveaux (dont un de combles) en pans de bois, il est bâti selon le style Renaissance. Chaque niveau, carré, comprend deux pièces. La charpente présente une ferme débordante côté sud.
Le rez-de-chaussée, qui était maçonné avant la restauration , s'ouvre maintenant sur un porche que constitue l'encorbellement de l'étage porté par 3 piliers (dont deux sont d'origine).
Des communs, situés dans deux cours à l'arrière du bâtiment, y sont attachés et comprennent écuries, boulangerie et celliers.

## Galerie photo

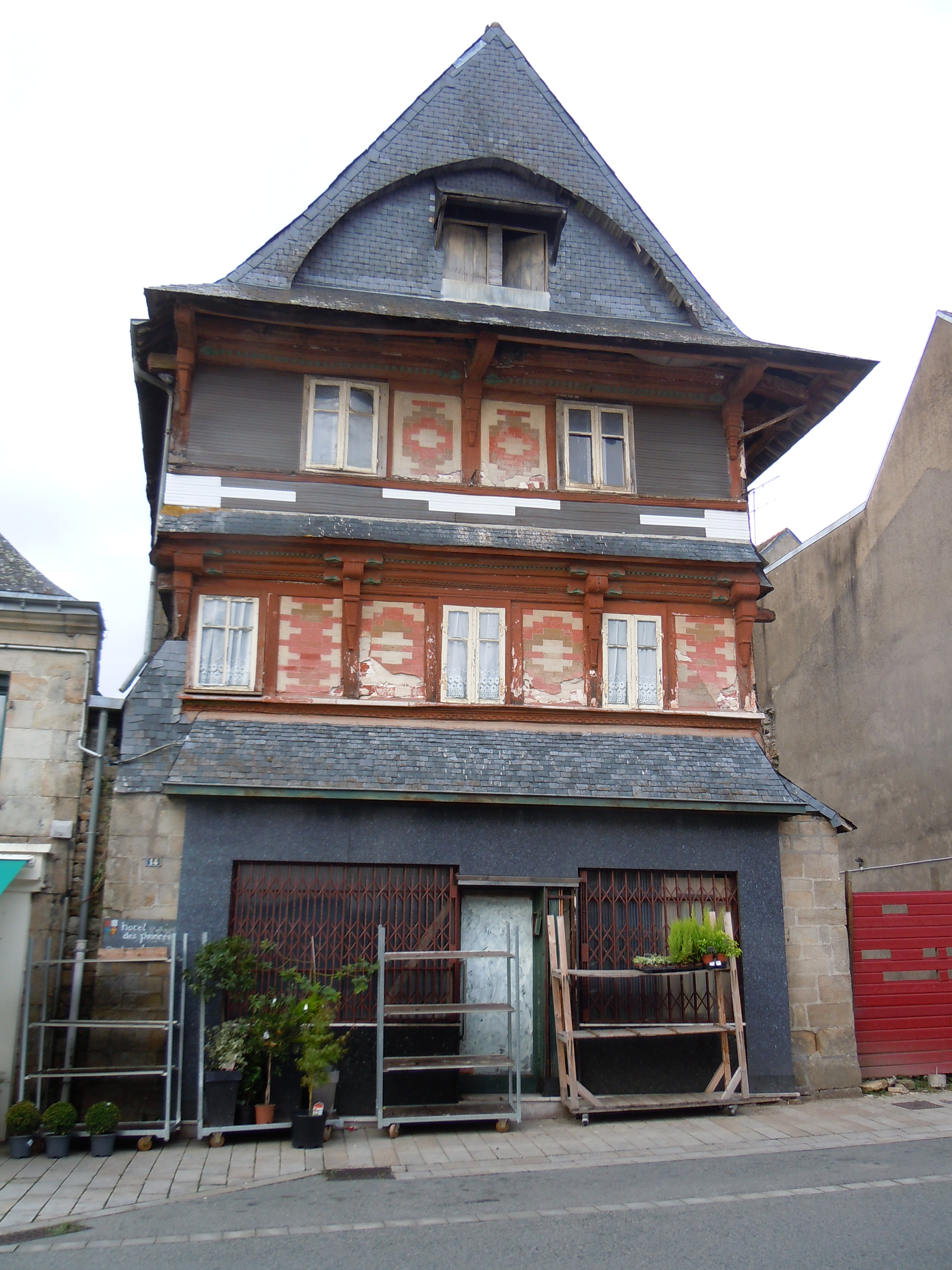
Façade sur rue avant restauration en 2011.
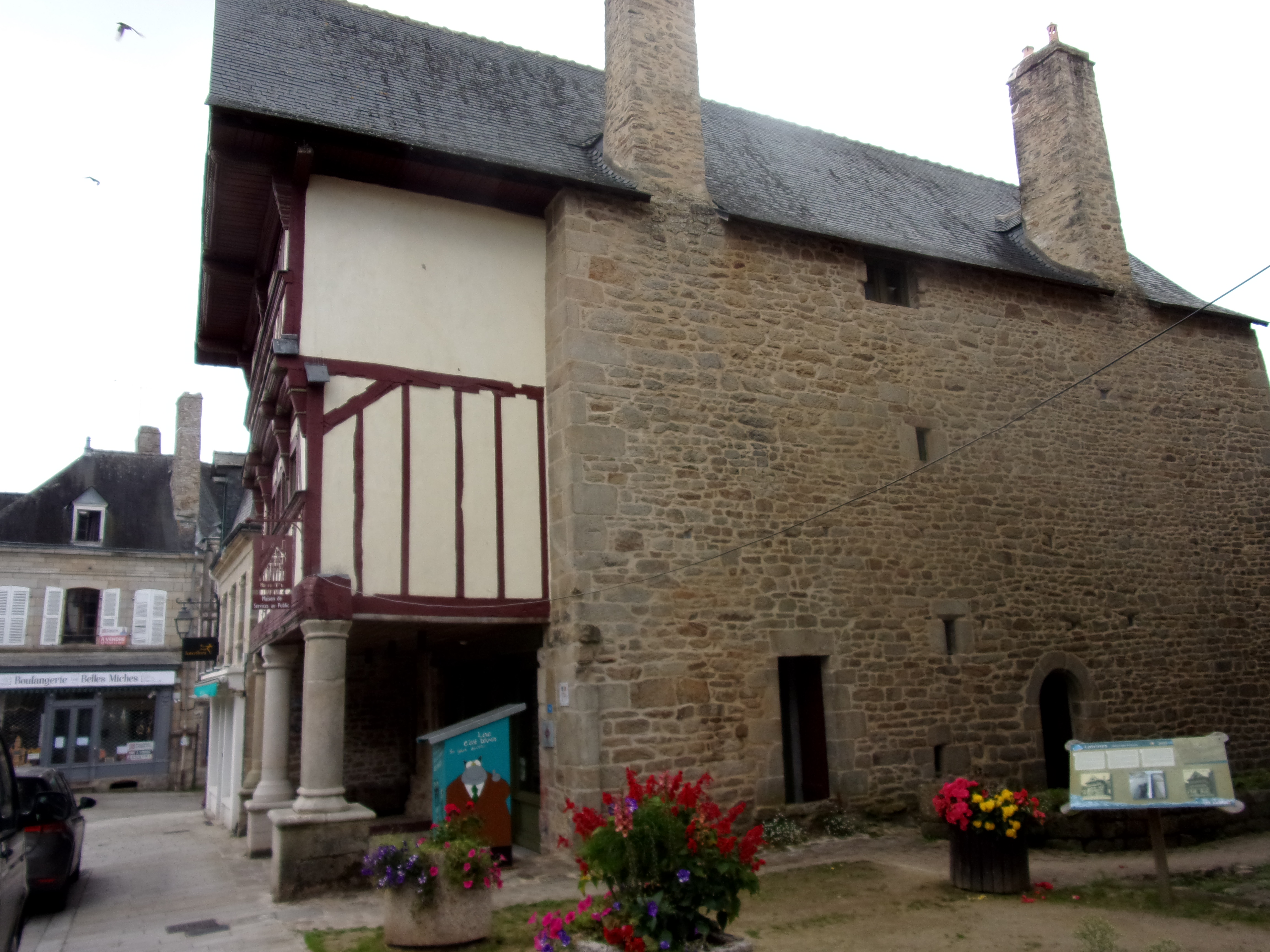
Côté Est après restauration en 2023.
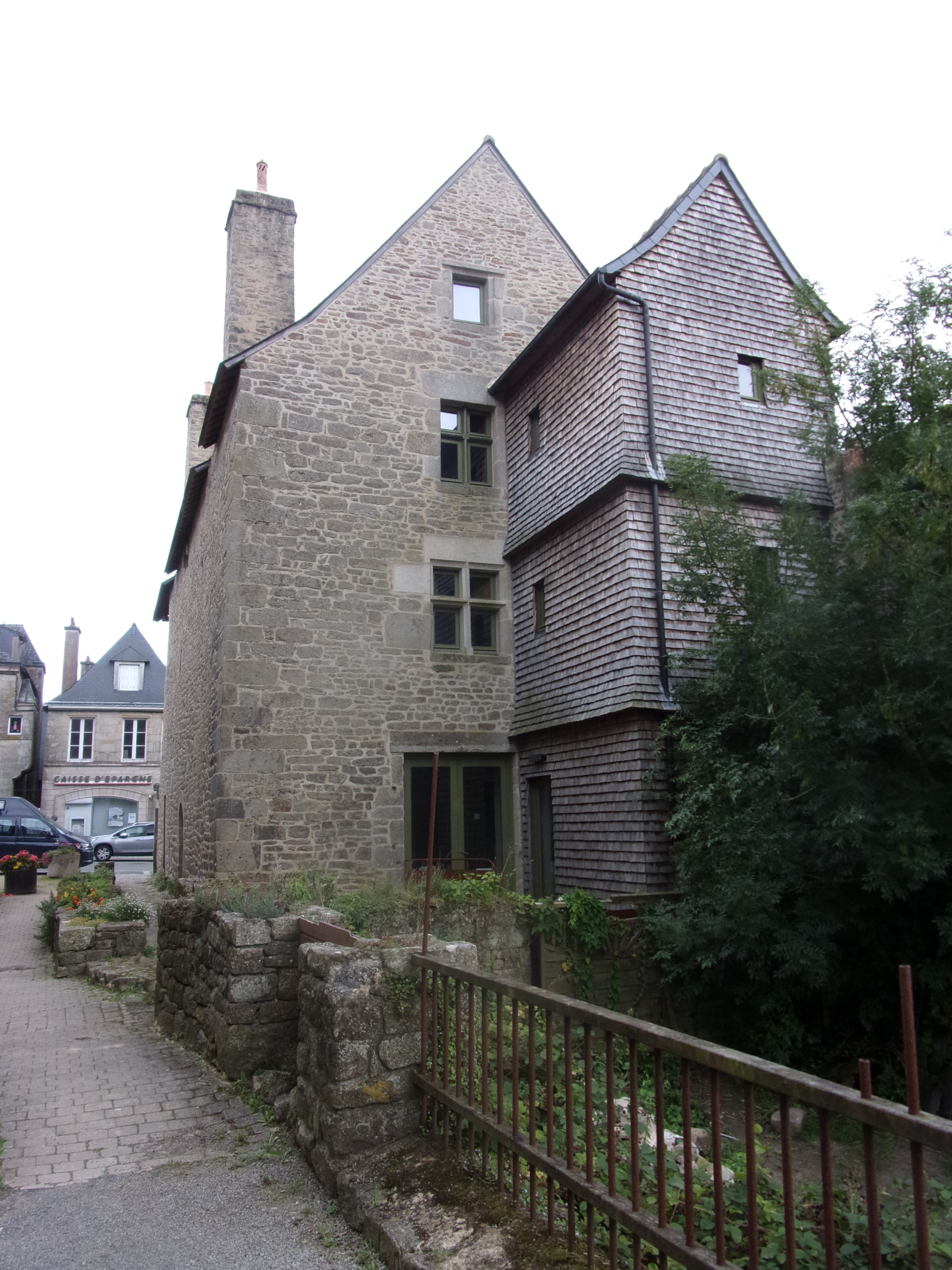
Façade arrière après restauration en 2023.